# Heptan-3-one
L'heptan-3-one est un composé organique de la famille des cétones. Sa formule brute est C7H14O.

## Fabrication
L'heptan-3-one peut être synthétisé par déshydrogénation catalytique de l'heptan-3-ol, par hydrogénation du produit de la condensation du propanal et du butanone. Il est fabriqué industriellement par condensation réductive du propanal et du butan-2-one ; cependant, cette réaction ne produit pas directement de l'heptan-3-one, mais un cétone muni d'un groupe fonctionnel alcène. Ce groupe peut être supprimé par hydrogénation :
CH3CH2CHO + CH3C(O)CH2CH3 → CH3CH2C(O)CH=CHCH2CH3 + H2 → CH3CH2C(O)CH2CH2CH2CH3

## Propriétés
L'heptan-3-one se présente sous la forme d'un liquide incolore ayant une odeur piquante et fruitée. Faiblement soluble dans l'eau, il se décompose par échauffement. L'heptan-3-one est naturellement responsable de l'odeur de moisissure.

## Utilisation
L'heptane-3-one est utilisé en tant que solvant pour la cellulose, la nitrocellulose, les résines vinyliques (en) et les vernis. Il sert également de structure de base lors de la synthèse de molécules organiques.

## Précautions
Les vapeurs d'heptan-3-one peuvent constituer avec l'air un mélange inflammable (point d'éclair : 38 °C ; point d'auto-inflammation : 390 °C).